# Chloé Pierel
Chloé Pierel, née le 27 mars 1999 à Nogent-sur-Marne dans le Val-de-Marne, est une footballeuse française évoluant au poste d'attaquante au Lille Olympique Sporting Club.
Elle met un terme à sa carrière le 2 juillet 2022.

## Biographie

### Carrière en club
Chloé Pierel fréquente d'abord l'ES Montgeron, avant de rejoindre le FCF Juvisy en 2011. En 2017, elle découvre la D1 avec Juvisy et dispute un match. La saison suivante, elle rejoint la VGA Saint-Maur, évoluant en Division 2.
À l'été 2018, elle rejoint le Stade de Reims évoluant alors en D2, elle participe alors à la montée du club en Division 1.

### Carrière en sélection
Chloé Pierel est sélectionnée en 2015 en équipe de France U17 et en 2017 en U19, avec laquelle elle va jusqu'en finale du championnat d'Europe 2017.
Elle a également l'occasion de jouer en équipe de France militaire.

## Statistiques
| Saison                | Club                  | Championnat           | Championnat | Championnat | Coupe(s) nationale(s) | Coupe(s) nationale(s) | Total | Total |
| Saison                | Club                  | Division              | M.          | B.          | M.                    | B.                    | M.    | B.    |
| 2016-2017             | FCF Juvisy            | Division 1            | 1           | 0           | 0                     | 0                     | 1     | 0     |
| Sous-total            | Sous-total            | Sous-total            | 1           | 0           | 0                     | 0                     | 1     | 0     |
| 2017-2018             | VGA Saint-Maur        | Division 2            | 12          | 5           | 1                     | 0                     | 13    | 5     |
| Sous-total            | Sous-total            | Sous-total            | 12          | 5           | 1                     | 0                     | 13    | 5     |
| 2018-2019             | Stade de Reims        | Division 2            | 19          | 10          | 1                     | 0                     | 20    | 10    |
| 2019-2020             | Stade de Reims        | Division 1            | 1           | 0           | 1                     | 2                     | 2     | 2     |
| Sous-total            | Sous-total            | Sous-total            | 20          | 10          | 2                     | 2                     | 22    | 12    |
| Total sur la carrière | Total sur la carrière | Total sur la carrière | 33          | 15          | 3                     | 2                     | 36    | 17    |

## Palmarès

### En club
Stade de Reims
- Championnat de France D2 (1)
  - Vainqueur : 2019

### En sélection
France -19 ans
- Euro -19 ans
  - Finaliste : 2017